# Pont-vieux de Nérac
Le pont-vieux de Nérac est situé dans la commune de Nérac dans le département de Lot-et-Garonne en région Nouvelle-Aquitaine.

## Localisation
Le pont-vieux est un pont en arc français et l'un des 2 ponts permettant le franchissement de la Baïse à Nérac.

## Historique
Cet ouvrage actuel remonte au XVIe siècle, mais il devait déjà exister un pont au Moyen Âge. Il est un témoin de l'ancienne grandeur de la capitale de l'Albret. Il a probablement été construit du temps de Henri Ier d'Albret. 
Au moment de sa construction, il existait une porte à chaque extrémité du pont. Celle en rive gauche a été détruite avant le XIXe siècle. Celle de la rive droite existait encore en 1836. Elle a servi de magasin à poudre. Elle a dû être démolie au milieu du XIXe siècle.
C'est probablement son débouché insuffisant pour permettre le passage des eaux pendant les crues de la Baïse qui est l'origine des nombreuses reprises dues à des désordres importants.
Il a subi de nombreuses restaurations au XVIIe siècle et au XVIIIe siècle : 
- une grande brêche rendait le passage périlleux en 1680,
- il menace ruine en 1699,
- il faut reprendre les piles et les voûtes en 1705,
- nouveaux désordres en 1768,
- nouveaux désordres en 1829.

Pour faire comprendre leur inquiétude, les responsables locaux ont fait passer dessus le préfet. Quand Haussmann est nommé sous-préfet à Nérac en 1832, il doit faire un détour pour atteindre la sous-préfecture.
Une arche en plein cintre a été élargie lors de travaux effectués vers les années 1830-1838 pour rendre la Baïse navigable en amont, vers Condom. 
Le pont a été classé au titre des monuments historiques le 14 novembre 1988,.

## Description
C'est un pont en arc composé d'une arche centrale principale de 12,60 mètres et de deux arches secondaires latérales. Il présente des avant-becs et des arrière-becs triangulaires qui remontent jusqu'au niveau du tablier, formant des refuges pour les piétons.